# Гектар
Гекта́р (позначення: га; міжнародне: ha) — одиниця площі в метричній системі мір, гекто-ар. Позначається як «га». Один гектар означає площу квадрата 100 м × 100 м і дорівнює 10 000 м² або 100 ар або 0,01 км². Абсолютно рівною величиною гектарові є гектометр квадратний (гм²).
В Україні гектар є основною одиницею вимірювання площі землі, особливо сільськогосподарської. Також часто вживається, еквівалентний ару, термін «сотка»: одна сотка (100 м²) дорівнює одній сотій частині гектара, тобто одному ару.
На території СРСР одиниця «гектар» була введена в практику після Жовтневого перевороту замість десятини. Для перетворення використовувалося співвідношення 1 га = 11/12 десятини.

## Візуалізація
Футбольне поле для міжнародних матчів має рекомендовані розміри 105 × 68 м, що становить 0,714 га.
Круг площею в 1 гектар має радіус близько 56,4 м.

## Джерело
- Гектар [Архівовано 31 травня 2014 у Wayback Machine.]